# Let It Snow (film 2020)
Let It Snow è un film del 2020 diretto da Stanislav Kapralov.
Di genere horror thriller, la pellicola è stata scritta da Kapralov e Omri Rose e ha come protagonisti Ivanna Sakhno, Alex Hafner e Tinatin Dalakishvili.

## Trama
A causa di un incidente sulla neve avvenuto tra due turisti, mentre praticavano snowboard, muore una bambina di soli undici anni. I colpevoli, accertato che per la piccola non c'è nulla da fare, si dileguano. 
Pochi anni dopo, Max e Mia, una coppia americana, dall'America raggiungono il Giorgia Ski Hotel, posto vicino alla loro meta, il Black Ridge, una zona impervia dove praticare snowboard. Fin dal primo momento tutto ha qualcosa di strano e misterioso, dai luoghi alle persone, a partire dalla receptionist che li avverte di non recarsi nella zona da loro scelta, dato che lì si sono verificati fatti poco chiari in cui sono scomparse persone. Max e Mia, incuranti, si fanno portare sul Black Ridge. 
Trascorso poco tempo i due giovani si trovano separati e di lì a poco Max scompare. Inizia, per Mia, rimasta sola, una terribile avventura, suddivisa in cinque giornate, tra lunghe e sfiancanti camminate tra la neve, valanghe, una natura ostile e un misterioso killer che viaggia su una motoslitta e la insegue con un'ascia. Il killer, inoltre, le lascia strani segnali, come un tappeto di rose rosse che spiccano sulla neve bianca. 
Trascorsi i cinque giorni Mia ritrova Max ucciso e trasformato in pupazzo di neve insanguinato che tiene in mano il cofanetto con l'anello con il quale voleva chiederle di sposarlo. Il killer osserva la scena da lontano e si scopre essere la madre della bimba morta anni prima, che uccide tutti coloro che praticano snowboard illudendosi di vendicare la figlioletta. Mia, nel frattempo, ormai stremata e distrutta dal dolore, abbraccia Max e si getta da un dirupo, per poi ricomparire, salva, mentre grida di rabbia.

## Distribuzione
Il film è stato distribuito in video on demand il 22 settembre 2020 dalla Grindstone Entertainment Group.

## Accoglienza
Bloody Disgusting ha detto: «La maggior parte di Let It Snow è poco curata, dalla relazione tra Mia e Max, alla mitologia più ampia in cui i due si trovano aggrovigliati».